# TVP HD
TVP HD est une chaîne de télévision générale polonaise sur la télévision polonaise, lancée le 6 août 2008, diffusée en haute définition (HDTV). Elle diffuse des programmes de divertissement, de sport et documentaires, des séries et des films.
Initialement, en raison des Jeux olympiques d'été de 2008, la chaîne ne diffusait que des émissions des Jeux olympiques. Plus tard, différents types de couverture sportive, des programmes de divertissement ainsi que des séries télévisées et des longs métrages sont apparus, principalement sur TVP.